# Kenji Kimihara
Kenji Kimihara (Japans: 君原健二,  Kimihara Kenji) (Kitakyushu, 20 maart 1941) is een Japanse voormalige langeafstandsloper. Hij nam driemaal deel aan de Olympische Spelen en won hierbij eenmaal een zilveren medaille.

## Loopbaan
Alle drie de keren dat Kimihara deelnam aan de Olympische Spelen, deed hij dat op de olympische marathon. Op de Olympische Spelen van Tokio in 1964 werd hij achtste in 2:19.49. Op de Olympische Spelen van 1968 in Mexico-Stad veroverde hij een zilveren medaille achter de Ethiopiër Mamo Wolde en bij de Olympische Spelen van München in 1972 werd hij vijfde in een tijd van 2:16.27.
In 1966 won Kimihara in 2:17.11 de Boston Marathon.

## Titels
- Japans kampioen marathon - 1964

## Persoonlijk record
| Onderdeel | Prestatie | Datum | Plaats |
| --------- | --------- | ----- | ------ |
| marathon  | 2:13.26   | 1969  | Athene |

## Palmares

### 10.000 m
- 1964:  Sapporo - 29.01,0

### 10 Eng. mijl
- 1965:  Karatsu - 48.01

### 30 km
- 1969:  Kumanichi - 1:33.02,6

### marathon
- 1962:  marathon van Fukuoka - 2:18.01,8
- 1963: 4e marathon van Beppu - 2:16.19,0
- 1963:  marathon van Tokio - 2:20.24,8
- 1963:  marathon van Auckland - 2:19.36
- 1963:  marathon van Tokio - 2:20.25,2
- 1964:  marathon van Tokio - 2:17.11,4 (Japans kampioen)
- 1964:  marathon van Sapporo - 2:17.12
- 1964: 8e OS in Tokio - 2:19.49
- 1966:  marathon van Beppu - 2:15.28
- 1966:  marathon van Boston - 2:17.11
- 1966: 7e marathon van Otsu - 2:37.53
- 1966:  marathon van Tamatsukuri - 2:20.29,4
- 1966:  marathon van Seoel - 2:19.57,8
- 1966:  Aziatische Spelen in Bangkok - 2:33.23
- 1967:  marathon van Beppu - 2:13.33,4
- 1967:  marathon van Sapporo - 2:20.16,4
- 1967:  marathon van Mexico-Stad- 2:21.57,8
- 1968:  marathon van Beppu - 2:16.32,2
- 1968:  marathon van Otsu - 2:14.46
- 1968:  marathon van Chiswick - 2:15.15
- 1968:  OS in Mexico-Stad - 2:23.31
- 1969:  marathon van Athene - 2:13.25,8
- 1969: 7e marathon van Manchester - 2:23.25
- 1970:  marathon van Beppu - 2:17.12,0
- 1970: 7e marathon van Otsu - 2:22.14
- 1970:  marathon van Kosice - 2:18.06,4
- 1970:  Aziatische Spelen in Bangkok - 2:21.03,0
- 1971:  marathon van Beppu - 2:16.52,0
- 1971: 13e marathon van Otsu - 2:28.26
- 1971:  marathon van Münichen - 2:17.00,6
- 1971: 11e marathon van Fukuoka - 2:21.52
- 1972:  marathon van Otsu - 2:21.06
- 1972: 5e OS - 2:16.27
- 1972: 5e marathon van Fukuoka - 2:15.52,2
- 1973:  marathon van Beppu - 2:14.55,6
- 1973:  marathon van Athene - 2:19.10
- 1976: 28e marathon van Beppu - 2:25.33
- 1976: 15e marathon van Fukuoka - 2:22.07
- 1977: 17e marathon van Fukuoka - 2:21.00
- 1978: 10e marathon van Saratoga - 2:32.21
- 1978: 16e marathon van Fukuoka - 2:17.07
- 1979: 48e marathon van Fukuoka - 2:23.52
- 1980: 17e marathon van Beppu - 2:21.30
- 1982: 16e marathon van Honolulu - 2:28.43
- 1993: 30?e marathon van Miyazaki - 2:57.14

- CiNii: DA04908741
- World Athletics: 14346701
- International Standard Name Identifier: 0000 0003 7787 9052
- Bibliotheek van het Japanse parlement: 00030794
- Virtual International Authority File: 255386225